# Luthenay-Uxeloup
Luthenay-Uxeloup è un comune francese di 619 abitanti situato nel dipartimento della Nièvre nella regione della Borgogna-Franca Contea.

## Società

### Evoluzione demografica
Abitanti censiti